# Michel Berger

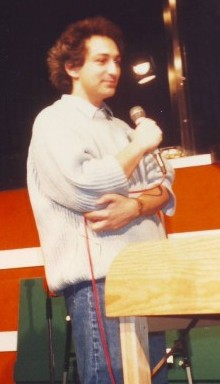
Michel Berger (1990)

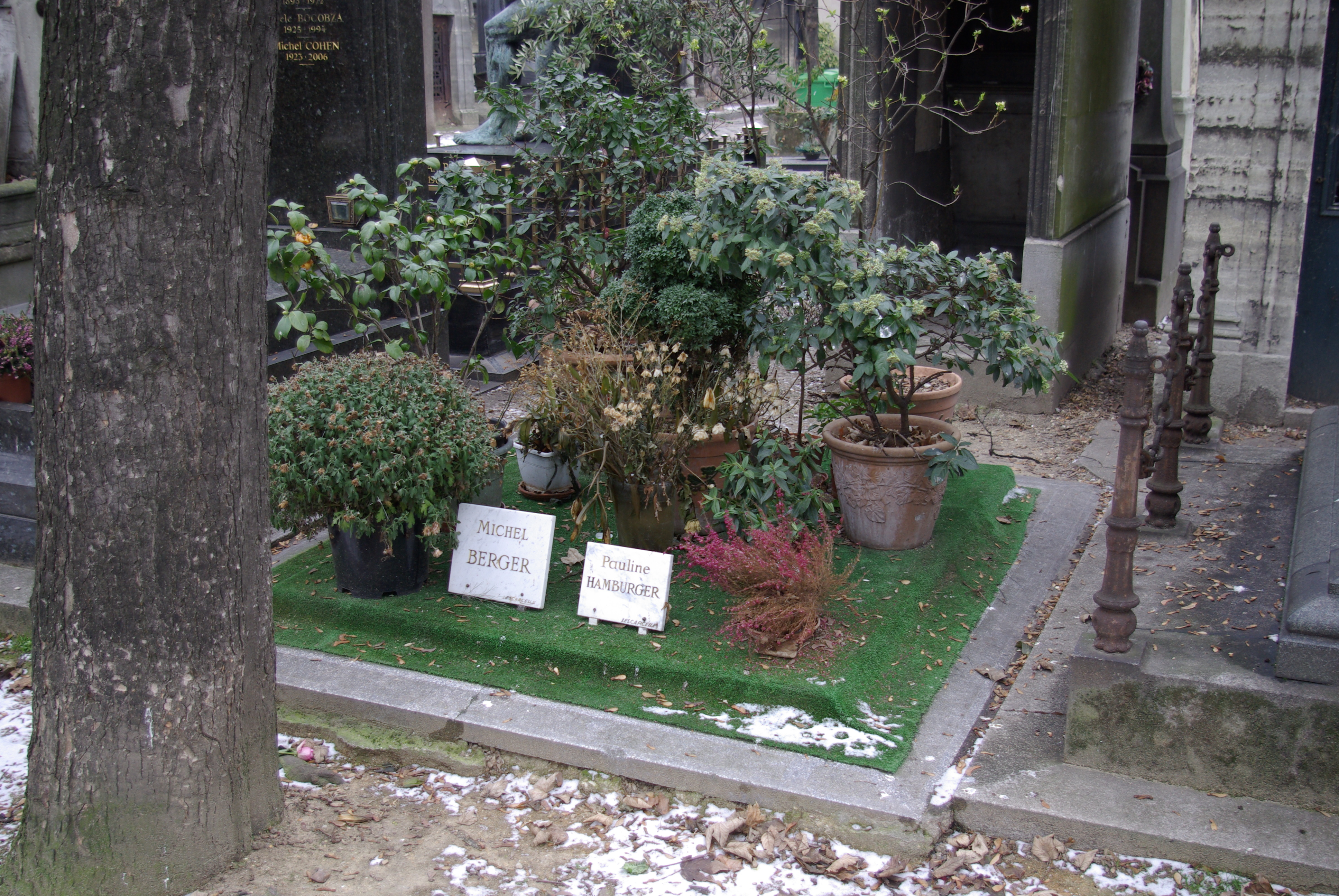
Gräber von Michel Berger und seiner Tochter auf dem Friedhof Cimetière de Montmartre in Paris, 2010

Michel Berger (* 28. November 1947 als Michel-Jean Hamburger in Neuilly-sur-Seine; † 2. August 1992 in Ramatuelle) war ein französischer Sänger und Komponist. Zu seinen bekanntesten Chansons zählen Le paradis blanc, Diego, libre dans sa tête und Les princes des villes, in denen er sich sozialkritisch äußerte. 
Er produzierte in den 1970er Jahren zahlreiche Langspielplatten mit französischen Sängerinnen, die diesen ein Comeback bescherten, darunter France Gall und Françoise Hardy, und gilt als Entdecker der Singer-Songwriterin Véronique Sanson. Seine Rockoper Starmania (1978) feierte im französischen Sprachraum große Erfolge und wurde 1991 auch in einer englischen Fassung mit Céline Dion, Nina Hagen und Tom Jones produziert.

## Leben
Michel Berger war der Sohn eines Arztes, Jean Hamburger, und seiner Ehefrau, der Pianistin Annette Haas-Hamburger. Erste Schallplattenaufnahmen von ihm erschienen ab 1963 bei Pathé Marconi (darunter Tu n'y crois pas 1964), blieben jedoch erfolglos. Nach seinem Abitur assistierte er dem künstlerischen Leiter der Plattenfirma im Bereich Junge Talente. 1972 wurde er selbst künstlerischer Leiter des von Daniel Filipacchi zwei Jahre zuvor gegründeten französischen Warner-Labels WEA Filipacchi.
Infolge des Pariser Mai (1968) hatte sich der Zeitgeschmack gewandelt, die Yéyé-Musik der frühen 1960er Jahre hatte an Bedeutung verloren; neue Talente traten in den Vordergrund. Seit 1967 war Berger mit Véronique Sanson liiert, als deren Entdecker er gilt. Mit ihr produzierte er 1972 die Langspielplatten Amoureuse und De l'autre côté de mon rêve. Er komponierte für Françoise Hardy (LP Message personnel, 1973), deren musikalische Neuorientierung er beeinflusste, auch ein Album für Johnny Hallyday stammte aus seiner Feder, und France Gall erlebte mit von ihm geschriebenen Liedern ihr Comeback (zuerst La déclaration, 1974). Im Jahr 1976 heirateten er und Gall, und in den folgenden Jahren schrieb er mehrere Alben für sie. Sie hatten eine Tochter (1978–1997) und einen Sohn, Raphaël Hamburger (* 1981).
Daneben trat Berger weiterhin als Sänger in Erscheinung. Meist begleitete er sich dabei am Klavier. In seinen Liedtexten zeigte er großes Einfühlungsvermögen, insbesondere für Verfolgte: In Chanter pour ceux qui sont loin de chez eux (1985) sind es Staatenlose, Vertriebene und Flüchtlinge; in Diego, libre dans sa tête (1983) sind es die Desaparecidos in lateinamerikanischen Diktaturen; in Mademoiselle Chang (1981) ist es eine von den Verwerfungen der Geschichte entwurzelte Auslandschinesin, die Liebe findet. Les princes des villes (1983) behandelt die Flüchtigkeit künstlerischen Ruhms und das Leben im Moment. Als Bergers markantestes Chanson gilt das introspektive Le paradis blanc aus dem Jahr 1990.
1978 komponierte Berger Starmania zu Texten von Luc Plamondon. Diese Rockoper, an der unter anderem France Gall, Daniel Balavoine und die kanadische Sängerin Diane Dufresne mitwirkten, feierte große Erfolge und wurde in anderer Besetzung in den 1990er Jahren wiederaufgeführt. Eine englische Version entstand 1991 unter dem Titel Tycoon.
Wenige Wochen nach der Veröffentlichung einer CD mit Duetten mit France Gall starb Michel Berger im August 1992 im Alter von 44 Jahren nach einem Tennisspiel an einem Herzinfarkt. Er wurde auf dem Cimetière de Montmartre in Paris beigesetzt. Neben ihm wurden seine Tochter, die im Dezember 1997 im Alter von 19 Jahren an Mukoviszidose starb, und die 2018 gestorbene France Gall beigesetzt.
Im November und Dezember 2015 wurde auf Galls Initiative im Palais des Sports (Pariser Sportpalast) Résiste mit Stücken von Berger und Bruck Dawit nach einem Libretto von Gall und Laetitia Colombani uraufgeführt. Das Musical, das die Laufbahn Bergers und seine Zusammenarbeit mit Gall nachvollzieht, tourte 2016 durch Frankreich, Belgien und die Schweiz.

## Diskografie

### Studioalben
| Jahr | Titel                 | Höchstplatzierung, Gesamtwochen, AuszeichnungChartplatzierungen (Jahr, Titel, Platzierungen, Wochen, Auszeichnungen, Anmerkungen) | Höchstplatzierung, Gesamtwochen, AuszeichnungChartplatzierungen (Jahr, Titel, Platzierungen, Wochen, Auszeichnungen, Anmerkungen) | Höchstplatzierung, Gesamtwochen, AuszeichnungChartplatzierungen (Jahr, Titel, Platzierungen, Wochen, Auszeichnungen, Anmerkungen) | Anmerkungen                                                                       |
| Jahr | Titel                 | FR | BEW | CH | Anmerkungen                                                                       |
| ---- | --------------------- | --- | --- | --- | --------------------------------------------------------------------------------- |
| 1992 | Double jeu            | FR156 ×2Doppelplatin · (3 Wo.)FR                                                                                                  | — | CH— GoldCH | Erstveröffentlichung: 12. Juni 1992 mit France Gall Charteinstieg in FR erst 2014 |
| 2015 | Quand on est ensemble | FR90 (4 Wo.)FR | BEW43 (20 Wo.)BEW | — | Erstveröffentlichung: 30. Oktober 2015 mit France Gall                            |

grau schraffiert: keine Chartdaten aus diesem Jahr verfügbar
Weitere Studioalben
- 1973: Michel Berger (Le coeur brisé)
- 1974: Chansons pour une fan
- 1975: Que l’amour est bizarre
- 1976: Mon piano danse
- 1980: Beauséjour (FR: Gold)
- 1981: Beaurivage
- 1982: Dreams in stone
- 1983: Voyou (FR: Gold)
- 1985: Différences (FR: Gold)
- 1990: Ça ne tient pas debout (FR: ×2Doppelgold )
- 2006: Opération Premium Toupargel (FR: Gold)

### Livealben
- 1980: Michel Berger au Théâtre des Champs-Élysées
- 1983: Michel Berger en public au Palais des Sports
- 1986: Michel Berger au Zénith

### Kompilationen
| Jahr | Titel                           | Höchstplatzierung, Gesamtwochen, AuszeichnungChartplatzierungen (Jahr, Titel, Platzierungen, Wochen, Auszeichnungen, Anmerkungen) | Höchstplatzierung, Gesamtwochen, AuszeichnungChartplatzierungen (Jahr, Titel, Platzierungen, Wochen, Auszeichnungen, Anmerkungen) | Höchstplatzierung, Gesamtwochen, AuszeichnungChartplatzierungen (Jahr, Titel, Platzierungen, Wochen, Auszeichnungen, Anmerkungen) | Anmerkungen                                                      |
| Jahr | Titel                           | FR | BEW | CH | Anmerkungen                                                      |
| ---- | ------------------------------- | --- | --- | --- | ---------------------------------------------------------------- |
| 1994 | Celui qui chante... – 18 titres | — | BEW38 (1 Wo.)BEW | — | Charteinstieg in BEW erst 1996                                   |
| 2002 | Pour me comprendre              | FR52 ×3Dreifachplatin · (85 Wo.)FR                                                                                                | BEW5 (50 Wo.)BEW | CH23 (17 Wo.)CH | Erstveröffentlichung: 5. Juli 2002 Charteinstieg in FR erst 2011 |
| 2007 | Chanter pour ceux...            | — | BEW29 (31 Wo.)BEW | — | Erstveröffentlichung: 16. November 2007                          |
| 2018 | Best of – Quand on est ensemble | — | — | CH75 (1 Wo.)CH | Erstveröffentlichung: 23. Juni 2018                              |
| 2022 | Vivre – Best of                 | FR12 Platin · (… Wo.)FR | BEW37 (6 Wo.)BEW | — | Erstveröffentlichung: 28. Oktober 2022                           |

grau schraffiert: keine Chartdaten aus diesem Jahr verfügbar
Weitere Kompilationen
- 1993: Plus Belles Chansons (FR: ×2Doppelgold )
- 1994: Les Plus Belles Chansons (FR: ×2Doppelgold )
- 1994: Best of 18 Titres (FR: ×3Dreifachplatin )

### Singles
| Jahr | Titel Album                                                              | Höchstplatzierung, Gesamtwochen, AuszeichnungChartplatzierungen (Jahr, Titel, Album, Platzierungen, Wochen, Auszeichnungen, Anmerkungen) | Höchstplatzierung, Gesamtwochen, AuszeichnungChartplatzierungen (Jahr, Titel, Album, Platzierungen, Wochen, Auszeichnungen, Anmerkungen) | Höchstplatzierung, Gesamtwochen, AuszeichnungChartplatzierungen (Jahr, Titel, Album, Platzierungen, Wochen, Auszeichnungen, Anmerkungen) | Anmerkungen                            | [↑]: gemeinsam behandelt mit vorhergehendem Eintrag; [←]: in beiden Charts platziert |
| Jahr | Titel Album                                                              | FR | BEF | BEW | Anmerkungen                            |                                                                                      |
| ---- | ------------------------------------------------------------------------ | --- | --- | --- | -------------------------------------- | ------------------------------------------------------------------------------------ |
| 1973 | Écoute la musique (quelle consolation fantastique) Chansons pour une fan | — | BEF44 (3 Wo.)BEF [BEW: ←] | BEF44 (3 Wo.)BEF [BEW: ←] |                                        |                                                                                      |
| 1974 | À moitié, à demi, pas du tout Chansons pour une fan                      | — | BEF47 (1 Wo.)BEF [BEW: ←] | BEF47 (1 Wo.)BEF [BEW: ←] |                                        |                                                                                      |
| 1975 | L’amour est là Que l’amour est bizarre                                   | — | BEF49 (1 Wo.)BEF [BEW: ←] | BEF49 (1 Wo.)BEF [BEW: ←] |                                        |                                                                                      |
| 1975 | Seras-tu là? Que l’amour est bizarre                                     | FR109 a (5 Wo.)FR | BEF41 (3 Wo.)BEF [BEW: ←] | BEF41 (3 Wo.)BEF [BEW: ←] |                                        |                                                                                      |
| 1976 | Ça balance pas mal à Paris –                                             | — | BEF21 (9 Wo.)BEF [BEW: ←] | BEF21 (9 Wo.)BEF [BEW: ←] | mit France Gall                        |                                                                                      |
| 1980 | La groupie du pianiste Beauséjour                                        | FR106 a (2 Wo.)FR | — | — |                                        |                                                                                      |
| 1980 | Quelques mots d’amour Beauséjour                                         | FR101 a (2 Wo.)FR | — | — |                                        |                                                                                      |
| 1983 | Diego, libre dans sa tête Voyou                                          | FR169 a (1 Wo.)FR | — | — |                                        |                                                                                      |
| 1986 | Chanter pour ceux qui sont loin de chez eux Différences                  | FR188 a (1 Wo.)FR | — | — |                                        |                                                                                      |
| 1990 | Le paradis blanc Ça ne tient pas debout                                  | FR72 a (3 Wo.)FR | — | — |                                        |                                                                                      |
| 1992 | Laissez passer les rêves Double jeu                                      | FR37 (4 Wo.)FR | — | — | mit France Gall                        |                                                                                      |
| 1992 | Superficiel et léger Double jeu                                          | FR42 (5 Wo.)FR | — | — | mit France Gall                        |                                                                                      |
| 2015 | Un dimanche au bord de l’eau Résiste (La Comédie Musicale)               | FR162 (1 Wo.)FR | — | — | Erstveröffentlichung: 19. Oktober 2015 |                                                                                      |

grau schraffiert: keine Chartdaten aus diesem Jahr verfügbar